# Nederlandse schepen op de rede van Texel
Nederlandse schepen op de rede van Texel is een schilderij van Ludolf Bakhuizen in het Amsterdam Museum in Amsterdam.

## Voorstelling
Het stelt een aantal Nederlandse linieschepen voor, die afgemeerd zijn voor de rede van Texel. In de 17e en 18e eeuw vertrokken de schepen uit Amsterdam, Enkhuizen en Hoorn vanaf de rede van Texel naar de Oriënt. Ook de Admiraliteit van Amsterdam maakte gebruik van deze rede. Het middelste linieschip wordt gezien als de Gouden Leeuw, het vlaggenschip van Cornelis Tromp. Het schilderij moet maritieme macht uitstralen. Op de voorgrond wordt een groot aantal zeesoldaten ingescheept. Links kijken een aantal hooggeplaatste figuren vanaf een hoger gelegen punt toe.

## Toeschrijving en datering
Het schilderij is rechtsonder in zwierige letters gesigneerd en gedateerd ‘LBakh: 1671.’. Het is dus geschilderd een jaar voor het Rampjaar 1672 en het begin van de Derde Engels-Nederlandse Oorlog, waarbij ook Cornelis Tromp betrokken was.

## Herkomst
De opdrachtgever van het werk is onbekend. Het werd in 1805 door C. Josi (vermoedelijk kunsthandelaar Christiaan Josi) in Amsterdam verkocht aan de Nationale Konst-Galerij in Den Haag, een voorloper van het tegenwoordige Rijksmuseum. Het was een van de eerste aankopen van dit museum. Het werd in november 2014 in bruikleen gegeven aan het Amsterdam Museum.